# Centre d'entraînement aux méthodes d'éducation active
Les Centres d'entraînement aux méthodes d'éducation active (CEMÉA) sont un mouvement d’éducation nouvelle, une association française d’éducation populaire et des organismes de formation. Ils interviennent principalement dans le domaine de l’éducation, de l’animation, de la santé, de l’action sociale,...

## Histoire

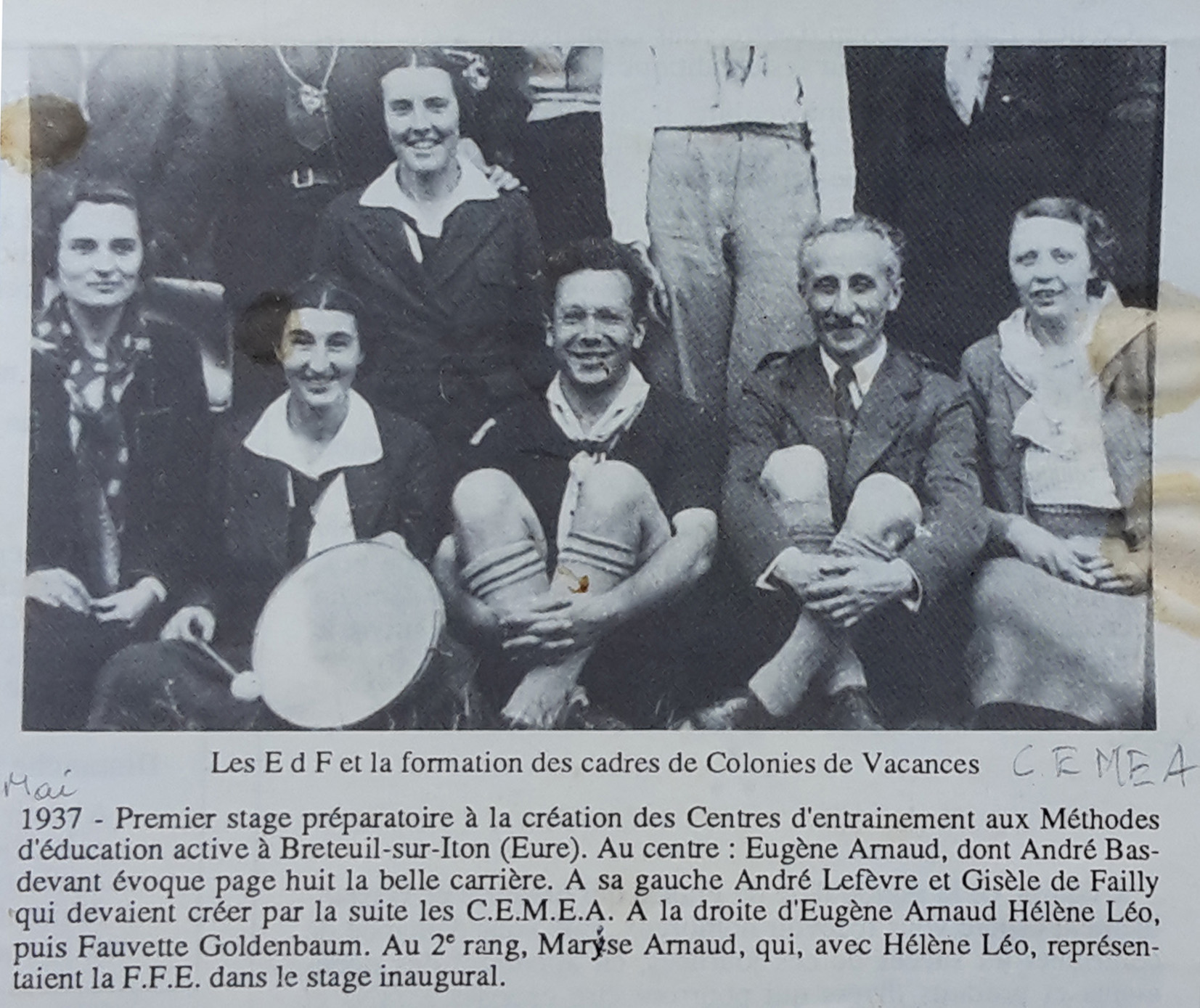
Premier stage préparatoire à la création des CEMEA en mai 1937 à Breteuil-sur-Iton.

Les Centres d'entraînement aux méthodes d'éducation active sont fondés en 1937 par Gisèle de Failly,. Ils ont pour vocation de former, dans un cadre laïc, des moniteurs et des directeurs de colonies de vacances.

## Description
Association à but non lucratif, l'association des CEMÉA est agréée par le ministère de l'Éducation nationale et reconnue d'utilité publique depuis 1966.
Le réseau des CEMEA France est organisé en associations territoriales présentes dans chaque région administrative de métropole et d'outre-mer.

## Secteurs et domaines d'activité en France
Les activités de l’association peuvent être déclinées en :
- animation de réseaux de personnes et de groupes engagés dans la recherche et le changement en éducation formelle et non-formelle ;
- formation à l'animation volontaire : BAFA[4]– BAFD et formations complémentaires des équipes d’encadrement des séjours collectifs de mineurs[5] ;
- formations initiales et continues aux métiers de l’animation professionnelle (BPJEPS,CPJEPS ect.), de l’éducation, du travail social et médico-social (Assistant de service social, éducateur spécialisé, éducateur de jeunes enfants, moniteur éducateur) ;
- organisation de colloques et journées d’études ;
- publication de ressources pédagogiques, et édition de nombreuses lettres et revues, dont la plus ancienne, Vers l'Éducation Nouvelle (VEN) , a fait l'objet d'une recension complète eu égard à sa longévité[6].